# Instytut Europy Środkowej
Instytut Europy Środkowej – jednostka badawczo-rozwojowa z siedzibą w Lublinie, utworzona w 2018 r. w miejsce Instytutu Europy Środkowo-Wschodniej.
Do zadań Instytutu należy:
1) prowadzenie działalności analitycznej wspierającej działania polityczne na rzecz budowania współpracy z państwami Europy Środkowej i Europy Środkowo-Wschodniej;
2) współpraca z zagranicznymi podmiotami zajmującymi się stosunkami międzynarodowymi, ze szczególnym uwzględnieniem podmiotów mających siedzibę w państwach Europy Środkowej i Europy Środkowo-Wschodniej;
3) prowadzenie badań naukowych w dziedzinie nauk społecznych i humanistycznych, ze szczególnym uwzględnieniem stosunków międzynarodowych, polityki zagranicznej oraz planowanych projektów współpracy międzynarodowej i transgranicznej w Europie Środkowej i Europie Środkowo-Wschodniej;
4) przygotowywanie analiz, ekspertyz i studiów z zakresu, o którym mowa w pkt 3;
5) współpraca z polskimi i zagranicznymi instytucjami, ośrodkami nauki, organizacjami społecznymi i osobami fizycznymi oraz promocja poza granicami Rzeczypospolitej Polskiej polskiej myśli społecznej w zakresie stosunków międzynarodowych, współpracy międzynarodowej oraz polityki zagranicznej i historycznej;
6) współpraca z jednostkami akademickimi, naukowymi, analitycznymi oraz eksperckimi, w tym zagranicznymi, na rzecz realizacji badań naukowych, o których mowa w pkt 3, oraz w celu pozyskiwania funduszy, a także komercjalizacja uzyskanych wyników badawczych;
7) przekazywanie analiz, ekspertyz i studiów, o których mowa w pkt 4, oraz ich wyników organom władzy publicznej;
8) gromadzenie specjalistycznego księgozbioru i dokumentacji naukowej oraz organizowanie szkoleń z zakresu, o którym mowa w pkt 3;
9) organizowanie seminariów i konferencji w celu prezentowania wyników badań z zakresu, o którym mowa w pkt 3;
10) upowszechnianie wiedzy o stanie i procesach zmian sytuacji międzynarodowej oraz rozwoju stosunków międzynarodowych, ze szczególnym uwzględnieniem państw Europy Środkowej i Europy Środkowo-Wschodniej, w tym prowadzenie działalności wydawniczej, zwłaszcza naukowej, oraz organizowanie szkoleń.
Działalność instytutu jest finansowana z budżetu państwa w ramach części 16 – Kancelaria Prezesa Rady Ministrów.